# 建部光平
建部 光平（たけべ みつひら）は、江戸時代中期の播磨国林田藩の世嗣。通称は久五郎・織部・訢次郎・新二郎。

## 略歴
安永3年（1774年）、第7代藩主・建部政賢の長男として林田にて誕生した。
寛政3年（1791年）3月18日に嫡子となるが、家督を継ぐことなく同年7月23日（あるいは8月11日）に18歳で早世した。戒名は戒順院本覺玄理。代わって、弟の政醇が嫡子となった。